# Draft NBA 1967
Il Draft NBA 1967 si è svolto il 3 maggio 1967 a New York e vide alcuni dei nomi più vincenti della storia NBA: Pat Riley e Phil Jackson. Il primo vinse come allenatore quattro titoli con i Los Angeles Lakers negli anni 80 e un titolo con i Miami Heat nel 2006, mentre il secondo allenò i Chicago Bulls di Michael Jordan, con cui vinse 6 titoli NBA negli anni 90, e i Lakers vincendo 3 titoli consecutivi dal 2000 al 2002. Earl Monroe vinse un campionato con i New York Knicks nel 1973.

## Giocatori scelti al 1º giro
|  | = All-Star     |
|  | = Hall of Fame |

| Scelta | Giocatore         | Nazionalità | Squadra NBA            | Scuola/ex squadra |
| ------ | ----------------- | ----------- | ---------------------- | ----------------- |
| 1      | Jimmy Walker (G)  | Stati Uniti | Detroit Pistons        | Providence        |
| 2      | Earl Monroe (G)   | Stati Uniti | Baltimore Bullets      | Winston-Salem     |
| 3      | Clem Haskins (G)  | Stati Uniti | Chicago Bulls          | Western Kentucky  |
| 4      | Sonny Dove (F)    | Stati Uniti | Detroit Pistons        | St. John's        |
| 5      | Walt Frazier (G)  | Stati Uniti | New York Knicks        | Southern Illinois |
| 6      | Al Tucker (F)     | Stati Uniti | Seattle SuperSonics    | Oklahoma Baptist  |
| 7      | Pat Riley (G)     | Stati Uniti | San Diego Rockets      | Kentucky          |
| 8      | Tom Workman (F)   | Stati Uniti | St. Louis Hawks        | Seattle           |
| 9      | Mel Daniels (C)   | Stati Uniti | Cincinnati Royals      | New Mexico        |
| 10     | Dave Lattin (F)   | Stati Uniti | San Francisco Warriors | UTEP              |
| 11     | Mal Graham (G)    | Stati Uniti | Boston Celtics         | NYU               |
| 12     | Craig Raymond (C) | Stati Uniti | Philadelphia 76ers     | Brigham Young     |

## Giocatori scelti al 2º giro
| Scelta | Giocatore          | Nazionalità | Squadra NBA         | Scuola/ex squadra |
| ------ | ------------------ | ----------- | ------------------- | ----------------- |
| 13     | Jimmy Jones (G)    | Stati Uniti | Baltimore Bullets   | Grambling State   |
| 14     | Steve Sullivan     | Stati Uniti | Detroit Pistons     | Georgetown        |
| 15     | Byron Beck (C)     | Stati Uniti | Chicago Bulls       | Denver            |
| 16     | Randy Mahaffey (F) | Stati Uniti | Los Angeles Lakers  | Clemson           |
| 17     | Phil Jackson (F)   | Stati Uniti | New York Knicks     | North Dakota      |
| 18     | Bob Netolicky (F)  | Stati Uniti | San Diego Rockets   | Drake             |
| 19     | Bob Rule (C)       | Stati Uniti | Seattle SuperSonics | Colorado State    |

## Giocatori scelti al 3º giro
| Scelta | Giocatore     | Nazionalità | Squadra NBA            | Scuola/ex squadra |
| ------ | ------------- | ----------- | ---------------------- | ----------------- |
| 20     | Malkin Strong | Stati Uniti | Baltimore Bullets      | Seattle           |
| 21     | Darrell Hardy | Stati Uniti | Detroit Pistons        | Baylor            |
| 22     | John Dickson  | Stati Uniti | Chicago Bulls          | Arkansas State    |
| 23     | Dwight Smith  | Stati Uniti | Los Angeles Lakers     | Western Kentucky  |
| 24     | Gary Gregor   | Stati Uniti | New York Knicks        | South Carolina    |
| 25     | Bob Verga     | Stati Uniti | St. Louis Hawks        | Duke              |
| 26     | Gary Gray     | Stati Uniti | Cincinnati Royals      | Oklahoma City     |
| 27     | Bill Turner   | Stati Uniti | San Francisco Warriors | Akron             |
| 28     | Sam Smith     | Stati Uniti | Cincinnati Royals      | Kentucky Wesleyan |
| 29     | Richie Moore  | Stati Uniti | San Diego Rockets      | Hiram Scott       |
| 30     | Sam Singleton | Stati Uniti | Seattle SuperSonics    | UN Omaha          |
| 31     | Nick Jones    | Stati Uniti | San Diego Rockets      | Oregon            |

## Giocatori scelti al 4º giro
| Scelta | Giocatore       | Nazionalità | Squadra NBA            | Scuola/ex squadra |
| ------ | --------------- | ----------- | ---------------------- | ----------------- |
| 32     | Al Salvadori    | Stati Uniti | Baltimore Bullets      | South Carolina    |
| 33     | Ron Franz       | Stati Uniti | Detroit Pistons        | Kansas            |
| 34     | Jim Burns       | Stati Uniti | Chicago Bulls          | Northwestern      |
| 35     | Cliff Anderson  | Stati Uniti | Los Angeles Lakers     | St. Josephine's   |
| 36     | Keith Swagerty  | Stati Uniti | New York Knicks        | Pacific           |
| 37     | Wes Bialosuknia | Stati Uniti | St. Louis Hawks        | Connecticut       |
| 38     | Louie Dampier   | Stati Uniti | Cincinnati Royals      | Kentucky          |
| 39     | Bobby Lewis     | Stati Uniti | San Francisco Warriors | North Carolina    |
| 40     | Nevil Shed      | Stati Uniti | Boston Celtics         | UTEP              |
| 41     | Ron Kozlicki    | Stati Uniti | San Diego Rockets      | Northwestern      |
| 42     | Craig Dill      | Stati Uniti | San Diego Rockets      | Michigan          |
| 43     | Larry Bunce     | Stati Uniti | Seattle SuperSonics    | Utah State        |

## Giocatori scelti nei giri successivi con presenze nella NBA o nella ABA
| Scelta | Giocatore          | Nazionalità | Squadra NBA            | Scuola/ex squadra    |
| ------ | ------------------ | ----------- | ---------------------- | -------------------- |
| 44     | Dexter Westbrook   | Stati Uniti | Baltimore Bullets      | Providence           |
| 45     | Paul Long          | Stati Uniti | Detroit Pistons        | Wake Forest          |
| 50     | Trooper Washington | Stati Uniti | Cincinnati Royals      | Cheyney              |
| 51     | Mike Lynn          | Stati Uniti | San Francisco Warriors | UCLA                 |
| 53     | Jim Reid           | Stati Uniti | Philadelphia 76ers     | Winston-Salem        |
| 54     | Plummer Lott       | Stati Uniti | Seattle SuperSonics    | Seattle              |
| 56     | Bob Riedy          | Stati Uniti | Baltimore Bullets      | Duke                 |
| 58     | Marlbert Pradd     | Stati Uniti | Chicago Bulls          | Dillard              |
| 59     | Gary Keller        | Stati Uniti | Los Angeles Lakers     | Florida              |
| 61     | John Morrison      | Stati Uniti | St. Louis Hawks        | Canisius             |
| 63     | Dale Schlueter     | Stati Uniti | San Francisco Warriors | Colorado State       |
| 68     | Ron Perry          | Stati Uniti | Baltimore Bullets      | Virginia Tech        |
| 69     | Bobby Lloyd        | Stati Uniti | Detroit Pistons        | Rutgers              |
| 73     | Carl Fuller        | Stati Uniti | St. Louis Hawks        | Bethune-Cookman      |
| 74     | Charles Beasley    | Stati Uniti | Cincinnati Royals      | Southern Methodist   |
| 76     | Edgar Lacey        | Stati Uniti | Boston Celtics         | UCLA                 |
| 77     | Frank Card         | Stati Uniti | Philadelphia 76ers     | South Carolina State |
| 80     | Ed Manning         | Stati Uniti | Baltimore Bullets      | Jackson State        |
| 81     | George Carter      | Stati Uniti | Detroit Pistons        | St. Bonaventure      |
| 83     | Don Carlos         | Stati Uniti | Los Angeles Lakers     | Otterbein            |
| 85     | Arvesta Kelly      | Stati Uniti | St. Louis Hawks        | Lincoln              |
| 88     | Andy Anderson      | Stati Uniti | Boston Celtics         | Canisius             |
| 96     | Ed Biedenbach      | Stati Uniti | St. Louis Hawks        | North Carolina State |
| 100    | Ron Filipek        | Stati Uniti | Philadelphia 76ers     | Tennessee Tech       |
| 101    | Rod McDonald       | Stati Uniti | Seattle SuperSonics    | Whitworth            |
| 108    | Willie Davis       | Stati Uniti | Cincinnati Royals      | North Texas          |
| 110    | Rick Weitzman      | Stati Uniti | Boston Celtics         | Northeastern         |
| 126    | Ron Widby          | Stati Uniti | Chicago Bulls          | Tennessee            |
| 128    | Mike Riordan       | Stati Uniti | New York Knicks        | Providence           |
| 133    | Rubin Russell      | Stati Uniti | Seattle SuperSonics    | North Texas          |
| 135    | Matt Aitch         | Stati Uniti | Detroit Pistons        | Michigan State       |
| 144    | Jerry Pettway      | Stati Uniti | Cincinnati Royals      | Northwood            |
| 148    | Rich Peek          | Stati Uniti | Baltimore Bullets      | Louisiana Tech       |
| 154    | Jimmy Dawson       | Stati Uniti | Chicago Bulls          | Illinois             |
| 156    | Wayne Chapman      | Stati Uniti | Philadelphia 76ers     | Western Kentucky     |
| 157    | Loy Petersen       | Stati Uniti | Baltimore Bullets      | Oregon State         |
| 159    | Charlie Paulk      | Stati Uniti | Philadelphia 76ers     | NE Oklahoma State    |
| 162    | Roland West        | Stati Uniti | Baltimore Bullets      | Cincinnati           |